# Lobulia brongersmai
Espèce
Synonymes
- Leiolopisma brongersmai Zweifel, 1972

Lobulia brongersmai est une espèce de sauriens de la famille des Scincidae.

## Répartition
Cette espèce est endémique de Nouvelle-Guinée. Elle se rencontre en dessous de 1 340 m d'altitude.

## Étymologie
Cette espèce est nommée en l'honneur de Leo Daniël Brongersma.

## Publication originale
- Zweifel, 1972 : A new scincid lizard of the genus Leiolopisma from New Guinea. Zoologische Mededelingen Leiden, vol. 47, p. 530-539 (texte intégral).